# فرهنگسرای آفتاب
فرهنگسرای آفتاب یکی از فرهنگسراهای تهران است.
این فرهنگسرا که در خیابان امامزاده در نزدیکی خیابان شریعتی قرار دارد در سال ۱۳۷۰ تأسیس شده‌است

## نام‌های قبلی
- ۱۳۷۰–۱۳۸۰: خانه فرهنگ محله زرگنده
- ۱۳۸۰–۱۳۸۸: فرهنگسرای کودک
- ۱۳۸۸-اکنون: فرهنگسرای آفتاب

## امکانات
- سالن نمایش: ۶۰ نفر ظرفیت
- نگارخانه آفتاب: با متراژ ۷۰ متر مربع